# Paralouatta marianae
Paralouatta marianae (McPhee et al., 2003) es una especie extinta de primate platirrino de la familia Pitheciidae.
Este animal vivió a principios del Mioceno de la isla de Cuba, sus restos fueron encontrados en el centro-sur de la isla en el sitio Domo de Zaza (probablemente perteneciente a la Formación Lagunitas), en lo que antes era un puente de tierra a la isla de La Española.
Los científicos que descubrieron los restos de estos animales, teniendo en cuenta la similitud entre los restos del cráneo de estos animales, lo consideraron inicialmente una especie extinta de mono aullador (género Alouatta): de hecho, los monos aulladores son parientes lejanos de los monos cubanos, siendo filogenéticamente más cercanos a los del género Callicebus, como lo demuestra un análisis de las características dentales. De esto se concluye que estos animales son parte de la tribu Xenotrichini, que contiene a otros dos géneros de monos que habitaron en el Caribe y evolucionaron a partir de la subfamilia Callicebinae entre el Oligoceno y el Mioceno.
Aunque pertenece a una familia de monos estrechamente arbóreos como lo son los pitécidos, la conformación de los huesos de la pelvis de estos animales es similar a la de algunos monos semiarborícolas (como el género Presbytis) lo que sugiere que pasaban algún tiempo en el suelo. Aunque más pequeño que la otra especies atribuida al género, Paralouatta varonai, estos animales llegaban a alcanzar un tamaño - en longitud y peso - comparable al de los actuales monos aulladores.